# Scutellaria nana
Scutellaria nana är en kransblommig växtart som beskrevs av Asa Gray. Scutellaria nana ingår i Frossörtssläktet som ingår i familjen kransblommiga växter. Inga underarter finns listade i Catalogue of Life.